# São José dos Ramos
São José dos Ramos este un oraș în Paraíba (PB), Brazilia.